# Kasim Kutay
Kasim Kutay (født 13. maj 1965) er siden 1. september 2016 administrerende direktør, CEO, i Novo Holdings A/S, et investeringsselskab som administrerer investeringer og aktiver for Novo Nordisk Fonden.
Novo Holdings A/S råder over knap 710 milliarder kroner (usd 106 millarder) og er en af de største investorer i Europa og USA indenfor life-science sektoren.
Kasim Kutay er en tidligere investment banker med hovedfokus på sundhedssektoren. Kasim Kutay overtog rollen som CEO for Novo Holdings A/S den 1. september 2016, efter afskedigelsen af Eivind Kolding.
Han begyndte sin karriere hos investeringsbanken Morgan Stanley i 1989, hvor han arbejdede sig op til stillingen som chairman of Morgan Stanley's European Healthcare Group. Efter 18 år hos Morgan Stanley arbejdede han  for det amerikanske investeringsselskab Sun Capital Partners inden han blev ansat i investeringsbanken Moelis & Company i 2009.
Kasim Kutay tilbragte 7 år hos Moelis & Company i stillingen som Co-head of Europe og medlem af investeringsbankens Management Committee indtil han blev ansat com CEO i Novo Holdings A/S i 2016.
Kasim Kutay er bestyrelsesmedlem i selskaberne Novozymes, Novo Nordisk A/S, Evotec SE og tidligere bestyrelsesmedlem i selskabet ConvaTec.
Kasim Kutay er også del af velgørenheds-bestyrelsen i Chelsea and Westminster NHS Foundation Trust.

## Uddannelse
Kasim Kutay er uddannet fra LSE (London School of Economics and Political Science). Han har en bachelorgrad (BSc) i Economics og en kandidatgrad (MSc) i Politics of the World Economy. Begge fra LSE (London School of Economics and Political Science).
Kasim Kutay gik på American Community School i London, Inden han startede sin uddannelse på LSE (London School of Economics and Political Science).

## Baggrund og karriere
Kasim Kutay blev født den 13. maj 1965 i Alexandria, Egypten. Hans far er af tyrkisk afstamning og hans mor af syrisk afstamning. I dag er Kasim Kutay britisk statsborger.
Familien flyttede til Libanon og var bosat her, indtil borgerkrigen brød ud i 1975 hvorefter familien flyttede til London i Storbritannien.
Han har læst på London School of Economics and Political Science, hvor han tog sin Bachelor of Science in Economics og siden sin Master of Science in Economics..
Karrieren startede hos investeringsbanken Morgan Stanley, hvor han gennem 18 år ydede finansiel rådgivning til især healthcare-virksomheder.
I 2009 blev Kasim Kutay ansat i Moelis & Company, en global investeringsbank, hvor han arbejdede som europæisk chef for healthcare og medlem af bankens ledelsesgruppe frem til ansættelsen hos Novo Holdings A/S i 2016. Han overtog posten som administrerende direktør, CEO, i Novo Holdings A/S den 1. september 2016, efter Eivind Kolding.

## Novo Holdings A/S
Kasim Kutay blev ansat som CEO i Novo Holdings A/S i juni 2016, efter afskedigelsen af Eivind Kolding.
Kasim Kutay har længe haft en nært bekendtskab til Novo Holdings A/S inden han overtog rollen som CEO. Han har bl.a. rådgivet Novo Holdings A/S henover en årrække, med hovedvægt på strategiske salg og køb. Kasim Kutay har også rådgivet andre danske sundhedsselskaber, heriblandt virksomhederne William Demant og Lundbeck.
Novo Holdings A/S administrerer investeringer og aktiver for en værdi af cirka 700 milliarder danske kroner.

## Personlig baggrund og privatliv
Kasim Kutay er gift med arkitekt og designer Maha Arakji Kutay. Sammen er parret bosat i Danmark og har tre børn.
I sin fritid værdsætter Kasim Kutay at spille tennis og golf.